# Platycephalus aurimaculatus
Platycephalus aurimaculatus är en fiskart som beskrevs av Knapp, 1987. Platycephalus aurimaculatus ingår i släktet Platycephalus och familjen Platycephalidae. Inga underarter finns listade i Catalogue of Life.